# Stébelnatá rula
Přírodní památka Stébelnatá rula byla vyhlášena v roce 1977 a nachází se v k. ú. obce Doubravčany v okrese Kolín ve Středočeském kraji. Důvodem ochrany je ukázka stébelnaté struktury ruly kutnohorského krystalinika.

## Popis
Stěna lomu dosahuje 7 metrů a jasně je zde patrná stébelnatá textura připomínající zkamenělé dřevo. Textura vznikla tlakem ve velkých hloubkách, kdy došlo k roztavení a opětovnému vykrystalizování minerálů. Tmavé (biotit, amfibol) a světlé (živec, křemen a muskovit) minerály vytváří několik metrů dlouhá stébla, silná maximálně 3 mm.